# Риймст
Риймст (на нидерландски: Riemst) е селище в Североизточна Белгия, окръг Тонгерен на провинция Лимбург. Разположено е на левия бряг на река Маас, която служи за граница с Нидерландия, и на 8 km източно от град Тонгерен. Населението му е около 16 000 души (2006).